# ایستپک
ایستپک (انگلیسی: Eastpak) شرکت خرده‌فروشی آمریکایی است، که در سال ۱۹۵۲ تأسیس شد و هم‌اکنون زیرمجموعه‌ای از شرکت وی‌اف کورپوریشن می‌باشد.